# Goodea gracilis
Goodea gracilis, cuyo nombre común es pez de aleta partida oscuro, es una especie de pez de agua dulce de la familia Goodeidae. Es endémica del sistema del río Pánuco en el centro y este de México. Alcanza una longitud total de 12 cm (4,7 pulgadas).